# Музей воды «Аквариус»

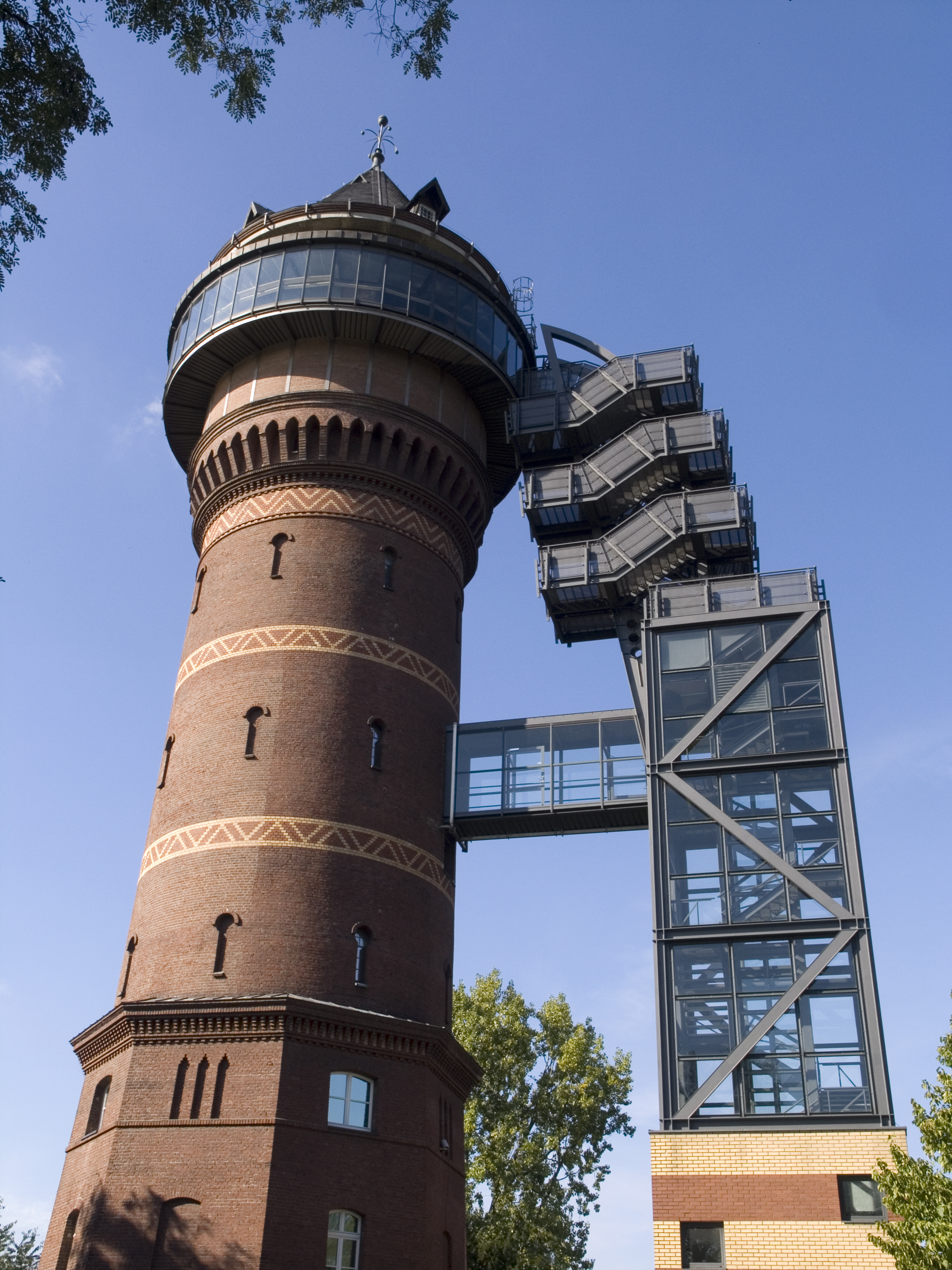
Башня Aquarius

«Аквариус» (нем. Aquarius-Wassermuseum) — музей воды в районе Штирум города Мюльхайм-ан-дер-Рур (федеральная земля Северный Рейн-Вестфалия). Размещен в здании бывшей водонапорной башни.

 Башня «Аквариус» является частью тематического пункта № 12 регионального проекта «Путь индустриальной культуры» Рурского региона «История и современность Рура».

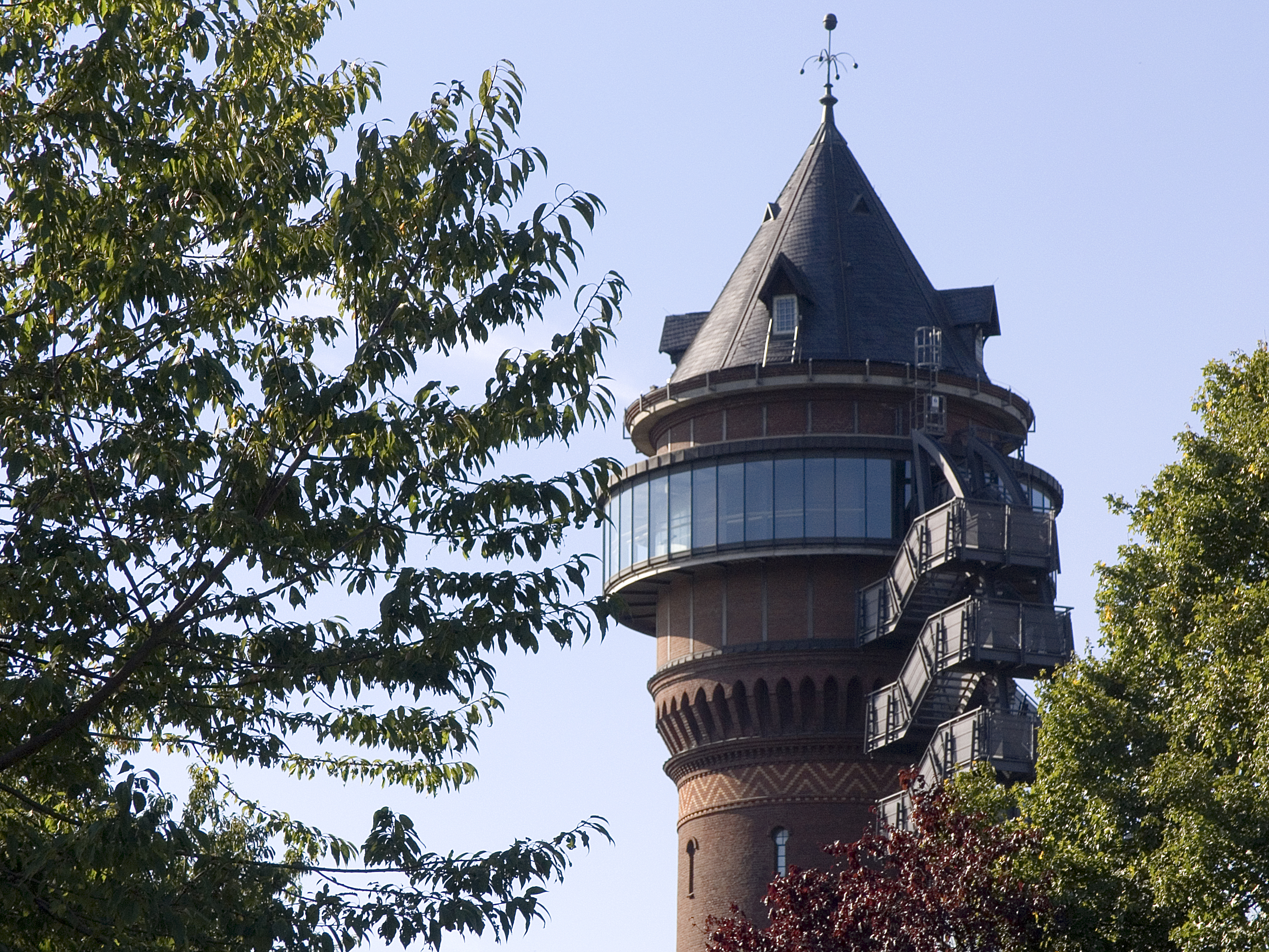
Обзорная галерея

Схема отделов музея

## История
В 1892—1893 годах по распоряжению Августа Тиссена в тогда еще отдельном городе Штирум сооружается 50-метровая водонапорная башня. Башня строилась с целью обеспечения водой прокатных цехов завода Тиссена, а также для нужд местных жителей. В 1904 году Штирум входит в состав города Мюльхайм-ан-дер-Рур. В 1912 году башня передается в ведение только что созданного Рейнско-Вестфальского гидротехнического общества («RWW Rheinisch-Westfälische Wasserwerksgesellschaft mbH»), которое владеет башней и по сей день.

 Эксплуатация башни была прекращена в 1982 году. 26 мая 1989 года башня была взята под охрану государства.

## Музей воды
В рамках подготовки к садово-парковой выставке федеральной земли Северный Рейн-Вестфалия в 1992 году башня «Аквариус» реставрируется и переоборудуется в музей. Параллельно «стволу» башни строится лифт со стеклянной лифтовой шахтой, из которого можно попасть как непосредственно к экспозициям музея, так и на верхний уровень — к бывшему водяному резервуару объемом 500000 литров. Вокруг резервуара на высоте 40 м расположена стеклянная галерея, с которой открываются прекрасные виды на долину Рура и города Мюльхайм-ан-дер-Рур, Оберхаузен, Эссен, Дуйсбург и Ботроп.

 В музее представлено свыше 30 мультимедийных экспонатов в 14 тематических отделах, рассказывающих о происхождении, циркуляции и формах проявления воды в природе. Каждый посетитель получает электронную смарт-карту, которая является ключом к мультимедийным экспонатам.

 Музей также проводит тематические конференции, для чего в рядом расположенном замке Штирум, открыт конференц-зал на 50 мест. Также в музее проводятся различные мероприятия для детей, например, празднование дней рождения, где в виде конкурсов, викторин, игр ребята получают много полезной и интересной информации о воде. В магазине при музее можно приобрести книги и видеофильмы на тему воды, и, даже, макет самой башни «Аквариус».

 Стоимость входных билетов:
- взрослый — 5 €
- детский — 3 € (детям до 6 лет вход бесплатный)
- семейный (2 взрослых + дети) — 13 €
- группы (от 10 человек) — 3 € с человека